# فوشچواتویه
فوشچواتویه (انگلیسی: Foshchevatoye) یک شهرک در بخش کوروچانسکی استان بلگورود کشور روسیه است.